# Vogelspotten

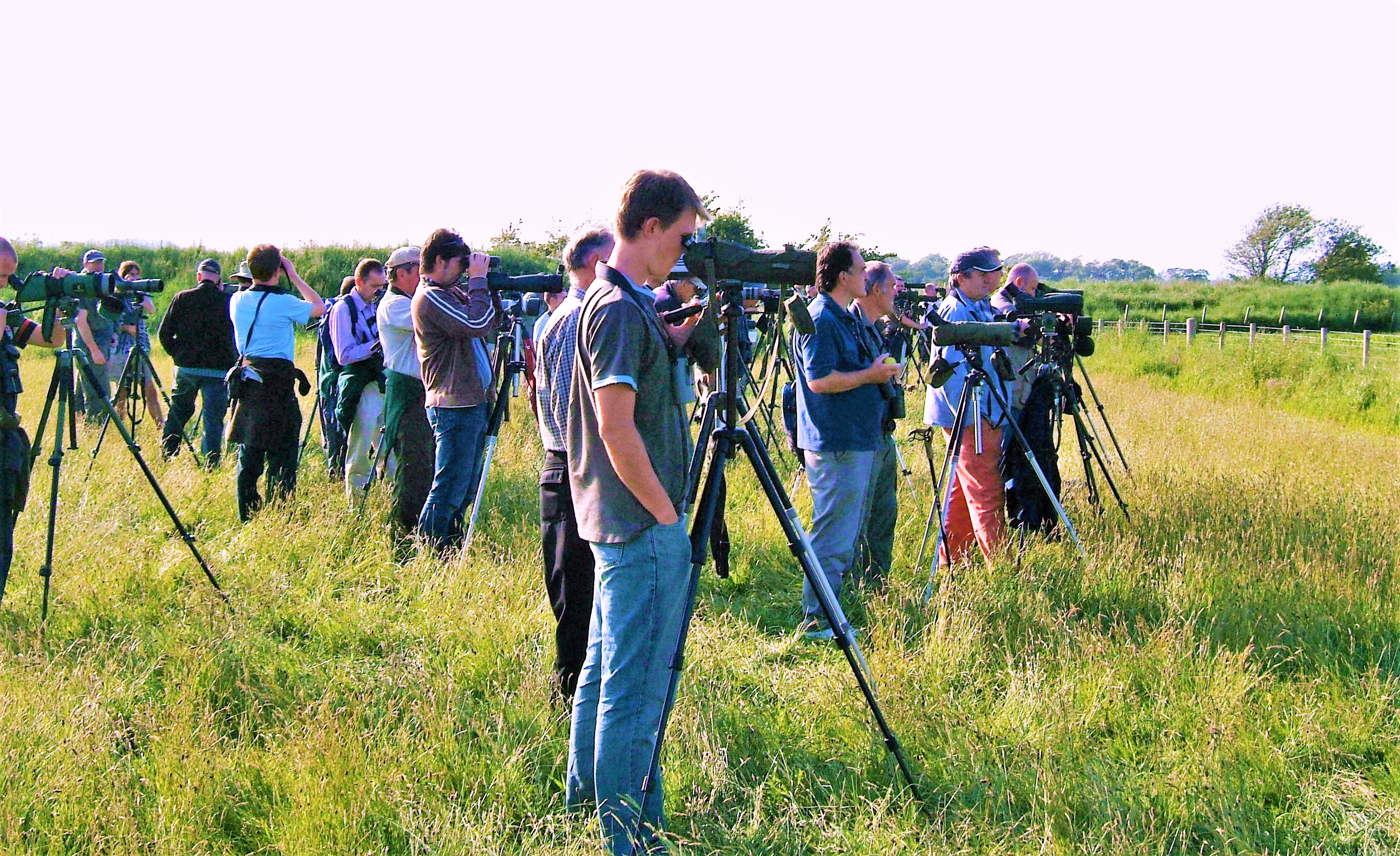
Een verzameling vogelspotters in de buurt van het Schotse kasteel Caerlaverock op uitkijk naar de vijfde witstaartkievit die in het Verenigd Koninkrijk werd gespot

Vogelspotten is een individuele vorm van vogelen. Het is een vorm van onderzoek naar vogels. Soms worden de begrippen vogelspotten en vogelen als synoniemen beschouwd, maar gewoonlijk wordt er een onderscheid gemaakt tussen beide. Vogelaars gebruiken het woord spotten enkel om het nachtelijke zoeken naar dieren, met behulp van een spot (zoeklicht), aan te duiden. Daarbij komt dat, vooral in België, de gangbare informele betekenis van vogelen te maken heeft met geslachtsgemeenschap.
Bij het vogelspotten gaat het vaak om recreatief soortenjagen, met de nadruk op bijzondere soorten. Daarbij worden vaak ook foto's gemaakt, hetgeen digiscoping wordt genoemd. Traditioneel zijn vogelspotters doorgaans oudere mannen, die soms honderden kilometers met de auto of omgebouwde bus door het land rijden om snel een zeldzame vogel te kunnen spotten voordat deze zich weer verplaatst. Begin 21e eeuw kwam werd de sport van het spotten van vogels echter ook langzamerhand populairder bij andere doelgroepen, zoals vrouwen en twintigers en dertigers.
Bij het vogelen ligt daarentegen de nadruk op het verwerven en toetsen van kennis van vogels, ook van de algemenere soorten. Een belangrijk doel van het vogelen is het bekijken, op naam brengen, en tellen van vogels, het inventariseren van de vogels in gebieden, en het doen van onderzoek naar het verspreidingsgebied, het gedrag en de ecologie.